# Kiến trúc Phật giáo

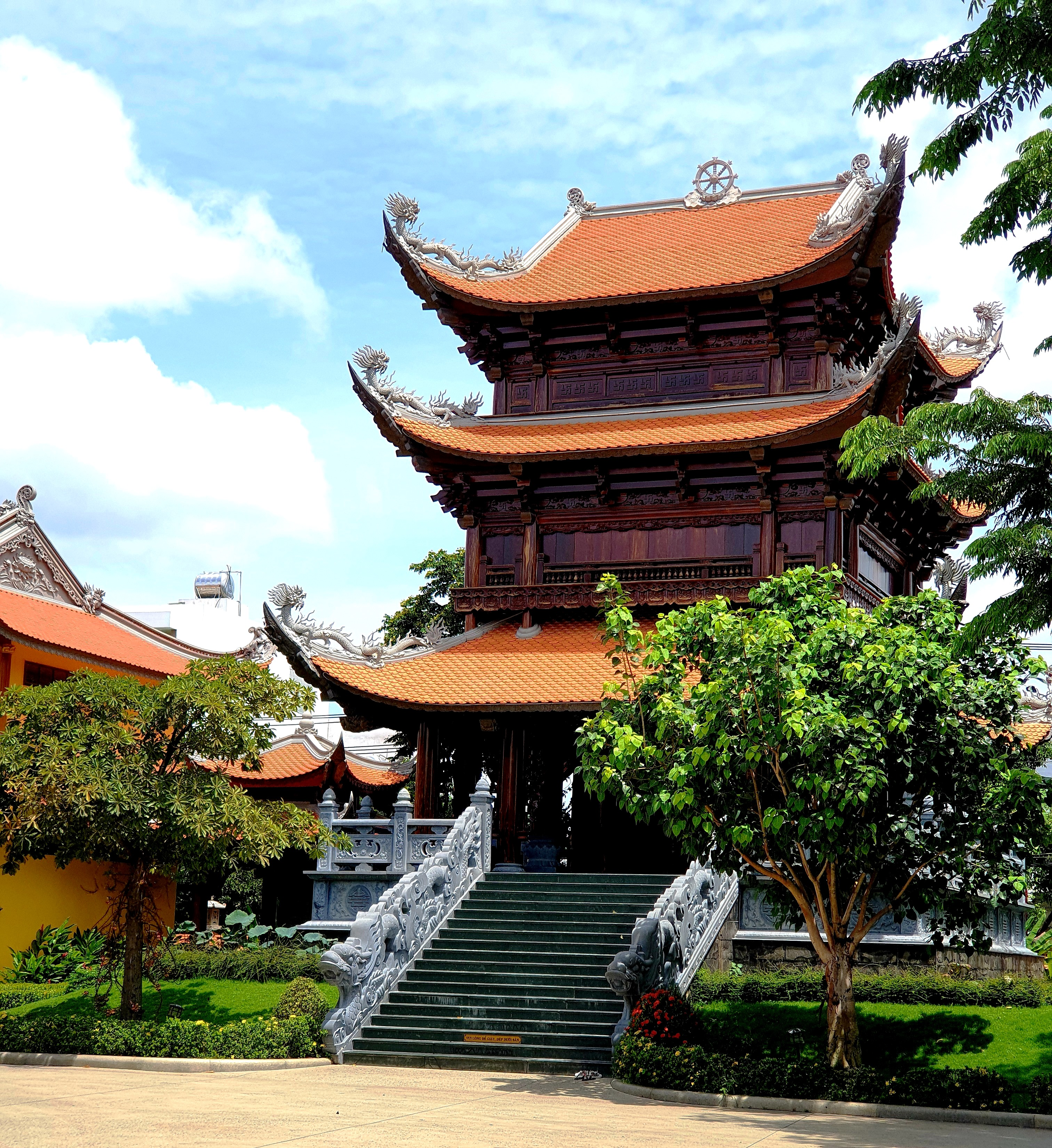
Kiến trúc lầu chuông ở Tu viện Vĩnh Nghiêm tại Quận 12

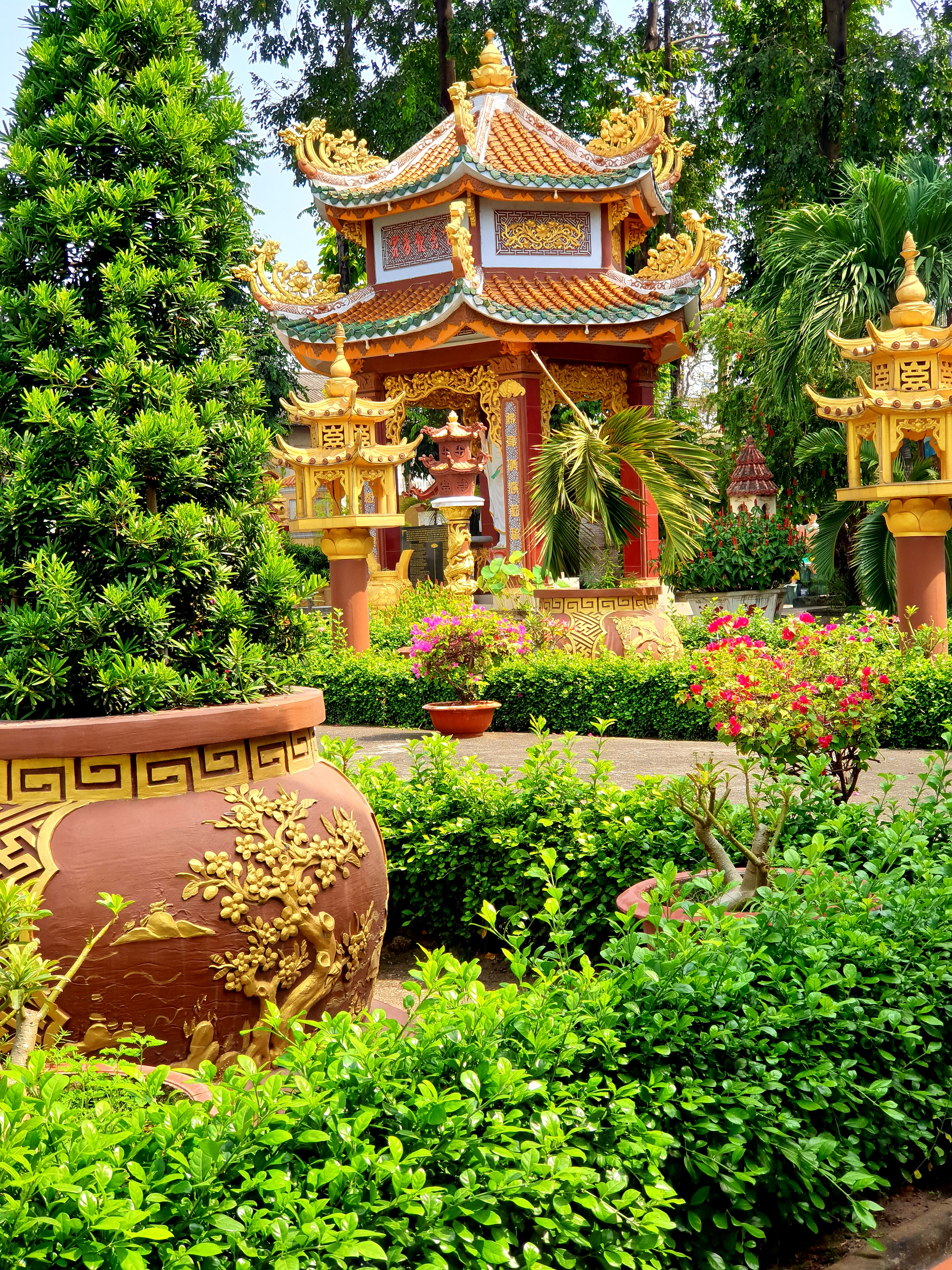
Chùa Huê Nghiêm ở Thủ Đức

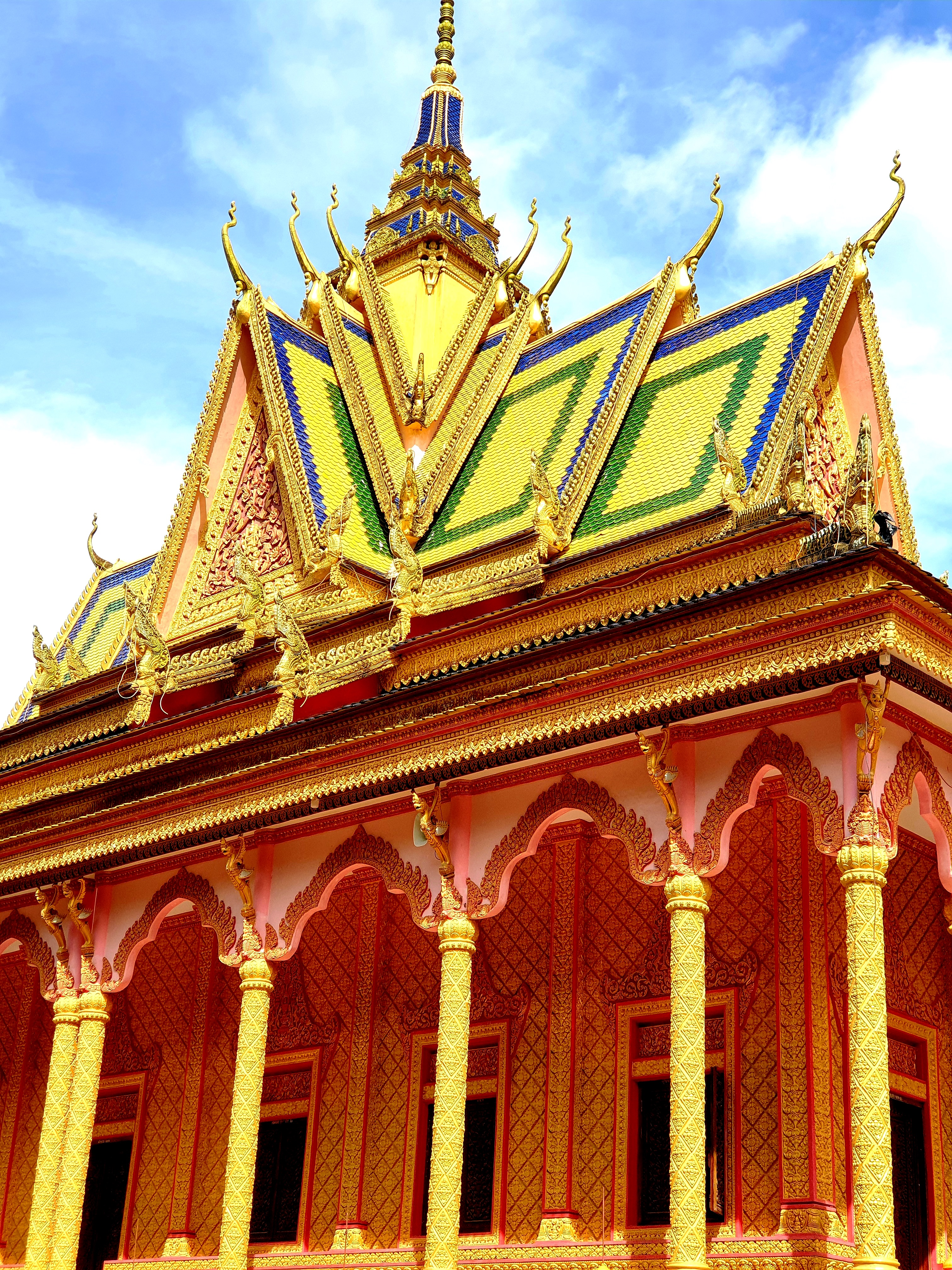
Chùa Pisesaram ở Trà Vinh

Kiến trúc Phật giáo (Buddhist architecture) được hình thành, phát triển ở tiểu lục địa Ấn Độ và phát triển đa dạng phong phú, độc đáo, đặc sắc. Kiến trúc Phật giáo phản ánh tư tưởng, tinh thần, triết lý và văn hóa Phật giáo, cũng chứa đựng giá trị lịch sử với những thăng trầm. Những ngôi chùa không chỉ là biểu hiện cụ thể của kiến trúc Phật giáo mà còn gắn liền với văn hóa dân tộc, là nơi truyền bá đạo đức, phản ánh phong tục, tập quán của nhân dân qua từng giai đoạn lịch sử. Ba loại công trình gắn liền với kiến trúc tôn giáo của Phật giáo sơ khai gồm tu viện (Vihara), Bảo tháp (phù đồ) nơi lưu giữ xá lợi của Đức Phật, và các đền thờ (Chánh điện) hoặc phòng cầu nguyện (Chaitya, còn được gọi là Chaitya grihas) sau này được gọi là điện thờ ở một số nơi. Bảo tháp là những di tích hình mái vòm, chức năng ban đầu của bảo tháp là lưu giữ xá lợi, trong cốt của Đức Phật Cồ Đàm hoặc để tưởng nhớ những sự kiện quan trọng của Phật giáo.
Những dẫn chứng về khảo cổ học sớm nhất về bảo tháp được biết đến là bảo tháp di tích nằm ở Vaishali, Bihar ở Ấn Độ.. Kiến trúc Phật giáo là một loại hình có số lượng nhiều, phong phú và dễ nhận biết nhất. Các di tích Phật giáo đồ sộ ở Ấn Độ (tháp Sanchi), Indonesia (Borobudur), Trung Quốc (Đôn Hoàng, Long Môn), ở Nhật Bản (chùa Vàng, chùa Đông Đại Tự), Việt Nam (chùa Keo, chùa Bút Tháp). Theo thời gian, diện mạo của những ngôi chùa dần đổi thay, trong đó có những công trình pha trộn nhiều trường phái kiến trúc, không còn mang dáng dấp tư tưởng, triết lý Phật giáo, nhiều ngôi chùa với những nét đẹp kiến trúc truyền thống dần bị mai một do cải tạo, cơi nới hay những công trình xây mới không kế thừa những giá trị, đặc trưng văn hóa truyền thống cũng như tư tưởng, tinh thần Phật giáo, thậm chí là gây phản cảm, giảm sút tính tôn nghiêm, đây là thực trạng diễn ra trên diện rộng ở Việt Nam.

## Đại cương
Sự khởi đầu của trường phái kiến trúc Phật giáo có thể bắt nguồn từ trước Công nguyên. Năm 255 khi hoàng đế A Dục vương (Asoka) của Vương triều Khổng tước (Mauryan) chọn Phật giáo là quốc giáo của đế chế rộng lớn của mình và khuyến khích việc sử dụng các di tích kiến trúc để truyền bá Phật giáo ở những nơi khác nhau.  Hai loại cấu trúc gắn liền với Phật giáo thời kỳ đầu gồm bảo tháp (Stupa) và vihara. Chức năng ban đầu của bảo tháp là tôn kính và bảo vệ an toàn xá lợi của Phật Cồ Đàm, dấu tích sớm nhất về bảo tháp là ở Sanchi (Madhya Pradesh). Theo những thay đổi trong thực hành tôn giáo, các bảo tháp dần dần được hợp nhất thành Chaitya-Grihas (các bảo tháp), đạt đến đỉnh cao vào thế kỷ thứ nhất trước Công nguyên, được minh họa bằng các quần thể hang động Ajanta và Ellora (Maharashtra). Tịnh xá được phát triển và ngày càng được chính thức hóa như Nālandā (Bihar).
Trên thế giới, có rất nhiều công trình kiến trúc Phật giáo đồ sộ, là nơi tu tập, hoằng dương Phật pháp, đồng thời là trung tâm văn hóa, chính trị, kinh tế và du lịch của vùng miền. Những công trình Phật giáo gây chú ý nhiều cũng là các tu viện, quần thể của nhiều đền đài, tòa tháp. Và một trong đó là tu viện Erdene Zuu ở Mông Cổ, cũng là tu viện lâu đời nhất, công trình được Abtai Sain Khan xây dựng năm 1585, khi đạo Phật từ Tây Tạng du nhập Mông Cổ. Tu viện Ganden cũng là một tu viện đầu tiên của phái Gelug, và một trong 3 học viện Phật giáo lớn nhất Tây Tạng, và còn xa nhất trong 3 nơi này, Ganden trong thổ ngữ có nghĩa là sự hoan hỷ, lấy từ chữ Tusita nghĩa là cõi trời của Bồ tát Di Lặc. Tu viện Key Gompa cũng nằm cao tới 4.166m tuổi thọ đã hơn 1.000 tuổi, và là học viện tôn giáo của cả thung lũng Spiti thuộc Ấn Độ, xuất hiện thế kỷ XI là công trình tiêu biểu của kiến trúc du mục thế kỷ XIV, sau nhiều lần bị tấn công và tái thiết, để biến thành khối hình hộp không đều, với nhiều đền đài gối đầu lên nhau, và giống một pháo đài kiên cố hơn là trường tu.
Phật giáo và Ấn Độ giáo đến quần đảo Indonesia vào đầu thiên niên kỷ đầu tiên. Cấu trúc ngôi đền cổ nhất còn sót lại ở Java là ngôi đền Batujaya ở Karawang, Tây Java, có niên đại từ đầu thế kỷ thứ V sau Công nguyên., ví dụ đáng chú ý nhất là Borobudur thế kỷ thứ IX, một bảo tháp đồ sộ có hình dạng một kim tự tháp bậc thang phức tạp có sơ đồ bằng đá Mandala (Mạn Đà La). Các bức tường và lan can được trang trí bằng các bức phù điêu tinh xảo, có tổng diện tích bề mặt là 2.500 mét vuông. Xung quanh các bệ hình tròn là 72 bảo tháp lộ thiên, mỗi bảo tháp có tượng Phật. 
Quần thể đền thờ Borobudur ở Indonesia được công nhận là ngôi chùa Phật giáo lớn nhất thế giới. Có 5 phong cách kiến trúc có thể được tìm thấy trong các ngôi chùa Phật giáo ở Hawaii. Các phong cách khác nhau tùy theo khoảng thời gian chúng được sử dụng. Ở Việt Nam thì chưa có sự thống nhất về biểu tượng Phật giáo chung để nhận diện kiến trúc Phật giáo Việt Nam mà các chùa sử dụng các biểu tượng chung của Phật giáo thế giới hoặc biểu tượng riêng trong từng hệ phái.